# De Pere
De Pere è una città degli Stati Uniti d'America, situata in Wisconsin, nella Contea di Brown.